# Prosa romântica no Brasil
A Prosa Romântica no Brasil é um movimento literário, que é inaugurado com o livro "A Moreninha", de Joaquim Manuel de Macedo. O romance brasileiro caracteriza-se por ser uma "adaptação" do romance europeu, com a conservação do caráter folhetinesco da Europa, com início, meio e fim seguindo a ordem cronológica dos fatos.

## Principais obras

### Senhora
Senhora de José de Alencar, retrata a oposição do dinheiro e amor. Lucíola, também de Alencar, retrata a prostituição do século XIX. É um romance urbano. O Guarani, Iracema e Diva, que é um dos romances indianistas do escritor brasileiro José de Alencar foi publicado em 1864. Também se pode considerar a continuação de Lucíola.

### Noite na Taverna
Noite na taverna, livro  em que jovens embriagados contam histórias macabras de crimes e paixões. A obra de Álvares de Azevedo é o ponto mais alto do ultrarromantismo brasileiro. Apresenta sete contos marcados por violência, crime, incesto, traição e assassinato.